# Sienna Cars
Sienna Cars war ein britischer Hersteller von Automobilen.

## Unternehmensgeschichte
Der Neuseeländer Alan Booth gründete 1988 das Unternehmen in Dorking in der Grafschaft Surrey. Er begann mit der Produktion von Automobilen und Kits. Der Markenname lautete Sienna. 1989 erfolgte der Umzug nach Sutton Veny bei Warminster in Wiltshire. 1992 ruhte und 1994 endete die Produktion. Insgesamt entstanden etwa 24 oder 25 Exemplare. Der Export fand auch in die USA statt.

## Fahrzeuge
Das einzige Modell Countach war die Nachbildung des Lamborghini Countach. Die qualitativ hochwertige Karosserie des Coupés bestand aus Fiberglas. Eine Quelle gibt an, es sei eine der besten Nachbildungen des Countach gewesen. Der Motor stammte u. a. vom Ford Granada.